# L·L
Pour les articles homonymes, voir LL.
L·L (minuscule : l·l), appelé L géminé, est un trigramme utilisée dans l’écriture de l’aragonais, du catalan ou du zapotèque de la Sierra de Juárez, représentant la consonne spirante latérale alvéolaire voisée géminée /ll/, le point médian permet de le différencier de la consonne spirante latérale palatale voisée /ʎ/ écrite ‹ ll ›.

## Utilisation

### Aragonais
En aragonais, dans la graphie d’Uscia de 1987 et l’orthographe de l’Académie aragonèse de la langue de 2023, ‹ l·l › est utilisé, en particulier dans la variante belsetana, pour transcrire la consonne l géminé /lː/ en contraste avec ‹ ll › représentant la consonne latérale palatale voisée /ʎ/ : bel·la, payel·la, bel·lota.

### Catalan
En catalan, cette graphie est introduite formellement en 1913 dans les Normes ortogràfiques (Normes orthographiques) de l’Institut d’Estudis Catalans, déjà utilisée par certains auteurs au début du XXe siècle ou à Majorque au XIXe siècle.
Un point médian sans chasse est intercalé dans l’espace entre les deux ‹ l › (espace composé des approches des deux lettres). Ce point médian n’ayant en théorie pas de chasse, le digramme ‹ L·L › ou ‹ l·l › devrait occuper, la même chasse que ‹ LL › ou ‹ ll › respectivement. Lorsque les caractères ‹ L·L › sont utilisés, la plupart des fontes ne placent cependant pas le point médian au-dessus de la traverse du premier ‹ L › ce qui est considéré comme incorrect.
Ironiquement seuls les caractères ‹ Ŀ › et ‹ ŀ ›, considérés obsolètes dans Unicode, permettent un rendu typographique correct dans la majorité des polices (IĿLUSIÓ, miŀlenari).
Sont également considérées incorrectes les graphies avec le point et le trait d’union ‹ L.L › et ‹ L-L › pourtant couramment utilisées en raison de la difficulté d’obtention du caractère ‹ · › .
Les mots catalans écrits avec le l géminé sont généralement :
- des mots dérivés d’un mot commençant par l avec le préfixe a-, con-, in- et sin-, par exemple al·lucinar, col·lateral, il·legal, il·legítim, il·lògic ;
- les mots commençant par al·lo, cal·li, gal·l ou mil·l, par exemple al·lopatia, cal·ligrafia, gal·lès, mil·lenari ;
- les mots terminant par -el·la, -el·lo, -il·la, -el·lar, -il·lar, par exemple novel·la, xitxarel·lo, til·la, cancel·lar, oscil·lar.

### Zapotèque de la Sierra de Juárez
Comme en catalan, le ‹ l·l › est utilisé pour distinguer la gémination du ‹ l › du digramme ‹ ll ›. Sa forme capitale est ‹ L·l › en début de phrase ou de nom propre.

## Représentations informatiques
Dans la pratique, le caractère point médian ‹ · › (U+00B7) est utilisé pour composer le trigramme ‹ L·L › ou ‹ l·l ›, cependant ce point médian a une chasse alors qu’il ne devrait pas en avoir. Cette forme, bien que tolérée, est considérée comme typographiquement incorrecte.
Les caractères Unicode sont :
- recommandé[7],[8] (latin de base, supplément latin-1) :
  - Capitale L·L : U+004C U+00B7 U+004C
  - Minuscule l·l : U+006C U+00B7 U+006C
- obsolète[7],[8] (latin de base, supplément latin-1) :
  - Capitale ĿL : U+013F U+004C
  - Minuscule ŀl : U+0140 U+006C

#### Général
- Comité consultatif international télégraphique et téléphonique, T.51 : Jeux de caractères codés pour services de télématique, coll. « Série T : équipements terminaux et protocoles pour les services de télématique », novembre 1988 (lire en ligne)
- Comité consultatif international télégraphique et téléphonique, T.51 : Jeux de caractères codés pour services de télématique, coll. « Série T : équipements terminaux et protocoles pour les services de télématique », septembre 1992 (lire en ligne)
- ISO/IEC 6937 : Technologies de l'information — Jeu de caractères graphiques codés pour la transmission de texte — Alphabet latin, 15 décembre 2001, 3e éd. (présentation en ligne)

#### Aragonais
- (es + an) Academia aragonesa de la lengua, Ortografía de l’aragonés, Zaragoza, 2023 (ISBN 978-84-09-57994-5, lire en ligne)
- (an) Primer Congreso ta ra Normalizazion de l’aragonés, Normas graficas de l'aragonés: Emologatas en o I Congreso ta ra Normalización de l'aragonés, Uesca, Publicazions d’o Consello d’a Fabla Aragonesa, 1987 (ISBN 84-86036-19-4, lire en ligne [archive du 20070927223602])

#### Catalan
- (ca) « Situació actual de la Ela Geminada », sur L·L.cat
- (ca) Pere Casanellas i Bassols, « Teclats catalans (gratuïts, normal i ampliat per a transcripció) : Observacions sobre la ela geminada »
- (ca) Institut d’Estudis Catalans, Normes ortografiques, janvier 1913 (lire en ligne)
- (ca) Hèctor Serra, « Avui la ela geminada fa cent anys », Núvol.com,‎ 20 décembre 2012 (lire en ligne)
- (en) Gabriel Valiente Feruglio et Robert Fuster, « Typesetting Catalan Texts with TEX », TUGboat, vol. 14, no 3 « Proceedings of the 1993 Annual Meeting »,‎ 1993, p. 252–259 (lire en ligne)
- (en) Gabriel Valiente Feruglio, « Modern Catalan Typographical Conventions », TUGboat, vol. 16, no 3 « Proceedings of the 1995 Annual Meeting »,‎ 1995 (lire en ligne)

#### Zapotèque de la Sierra de Juárez
- (es) Doris A. Bartholomew, Gramática zapoteca, Instituto lingüistico de Verano, 1983 (présentation en ligne, lire en ligne)
- (zaa) Neil Nellis et Jane Goodner de Nellis, A B C tí̱tsàꞌ quìꞌ ríꞌu, Instituto lingüistico de Verano, 1973, 47 p. (présentation en ligne, lire en ligne)